# Cancello
Cancello (wł: Stazione di Cancello) – stacja kolejowa w gminie San Felice a Cancello, w regionie Kampania, we Włoszech. Znajdują się tu 3 perony. Według klasyfikacji Rete Ferroviaria Italiana posiada kategorię srebrną.